# 大館市立扇田病院
大館市立扇田病院（おおだてしりつおうぎたびょういん）は、秋田県大館市比内町扇田に所在する市が設置する医療機関。

## 沿革
1907年（明治40年）に北秋田郡扇田町中心部の鹿角街道沿いに公立扇田病院が開業した。
1927年（昭和2年）に、北秋田郡花岡村出身である京都帝国大学医学部名誉教授の鳥潟隆三が尽力して同大学から医師が派遣され、内科、外科、眼科の診療科で診療を開始して大盛況となるが、1958年（昭和33年）に医局を京都大学系から弘前大学系に交替する。
1955年（昭和30年）と2005年（平成17年）の市町村合併に伴い、2度名称が変更された。

### 年表
- 1907年（明治40年）11月24日 - 北秋田郡扇田町南扇田に公立扇田病院を開設する。
- 1916年（大正5年） 9月10日 - 火災により医療機器を含む施設を焼失する。
- 1919年（大正8年）2月16日 - 新病院施設が完成する。
- 1927年（昭和2年） - 京都大学より医師が派遣される。
- 1932年（昭和7年） - 北秋田郡東館村独鈷および鹿角郡毛馬内村に出張所開設する。
- 1955年（昭和30年）4月1日 - 町村合併により比内町の発足に伴い比内町立扇田病院になる。
- 1983年（昭和58年）12月26日 - 米代川南岸の比内町扇田字本道端に移転して新病院で診療を開始する。
- 2005年（平成17年）6月20日 - 比内町が大館市に編入合併し、大館市立扇田病院になる。
- 2008年（平成20年）4月1日 - 地方公営企業法を全部適用する。
- 2012年（平成24年）4月1日 - 外科、内科などの診療科を統合し、総合診療科とする[2]。
- 2021年（令和3年）6月16日 - 市が市議会厚生委員会で赤字経営が続くことや人口減少を理由に2024年度までに無床診療所にとする方針を報告[3]。

## 保険指定・各種認定施設
- 保険医療機関
- 労災保険指定医療機関
- 自治医科大学地域医療後期研修プログラム認定病院

## 診療科等
2012年4月1日から、内科・外科などの診療科を総合診療科に統合する。
- 総合診療科
  - 循環器
  - 消化器
  - 糖尿病
  - 外科系疾患
- 整形外科
- 眼科
- 耳鼻科

## 時間外外来
総合診療科が、「夕やけ診療」と称して休診日以外の月、水、金曜日に17時から18時30分まで小学生以上の患者を受付けている。当初は19時まで受付けていたが2014年4月から30分繰り上げられた。

## 院内施設
- 売店
- 理容室
- コインランドリー・乾燥機

## 交通アクセス

### 鉄道
- JR東日本
  - 扇田駅から2.4キロメートル
    - 秋田県道135号扇田停車場線 - 秋田県道52号比内田代線を徒歩25分
    - 路線バス「花輪」「大谷」「中野」ゆき、「扇田仲町」または「扇田川端」バス停から乗車時間約6分
    - コミュニティバスさわやかみなみ号 : 「扇田駅前」バス停から乗車時間約6分（朝夕1本のみ）

  - 大館駅から約8キロメートル、バス乗車時間40分前後

### バス
送迎バス（病院の利用者が利用可能）
運行日時は方面毎に異なり、すべての復路便は、正午12時、診療終了時刻遅延時は13時30分、に病院前から発車する。
- 中野（月・水）
- 炭谷（火・金）
- 味噌内（月・木）
- 羽立・前田野（水・金）

- 八木橋（水・金）
- 大葛（火・木）
- 弥助（月・木）
- 小泉（火・木）

- 十二所（月・水）
- 二井田（火・金）
- 扇田巡回（平日毎日4便）

路線バス（秋北バス）「扇田病院前」バス停徒歩1分
- 東方面
  - 花輪ゆき
  - 大谷ゆき
  - 中野ゆき
- 市立病院前経由、大館駅方面
  - 池内経由
  - コメリパワー大館店・鳳鳴高校経由
  - たつみ町経由
- さわやかみなみ号二井田線（大館駅前-市立病院前-東大館駅前-扇田駅-扇田病院前）
  - 朝・夕それぞれ1往復

高速バス「比内町入口」バス停徒歩15分（鹿角市・盛岡駅・仙台駅方面の乗降のみ可能）
- 仙台・大館号
- みちのく号

### 車
- 駐車場100台、無料

## 不祥事
- 2017年（平成29年）
  - 8月1日 - 外来診療費1億1792万円が北秋田市脇神在住の元女従業員により着服されていたことが発覚。大館市は従業員の派遣元2社に損害賠償請求を行う[5]。
  - 10月12日 - 派遣元のニチイ学館が被害額の支払いに応じる[5]。
  - 11月28日 - 大館市が元従業員と派遣元の東北ビル管財に対し、1億516万円の損害賠償を求める民事訴訟を起こす[5]。
- 2018年（平成30年）
  - 5月6日 - 病院が被害届を大館警察署に提出し受理される[5]。
  - 5月8日 - 病院が業務上横領容疑として、告訴状を大館警察署に提出し受理される[5]。
  - 7月9日 - 大館警察署が業務上横領容疑で元従業員を逮捕[6]。